# Challain-la-Potherie
Challain-la-Potherie is een gemeente in het Franse departement Maine-et-Loire (regio Pays de la Loire). De plaats maakt deel uit van het arrondissement Segré. Challain-la-Potherie telde op 1 januari 2022 811 inwoners.

## Geografie
De oppervlakte van Challain-la-Potherie bedroeg op 1 januari 2022 47,87 vierkante kilometer; de bevolkingsdichtheid was toen 16,9 inwoners per km².

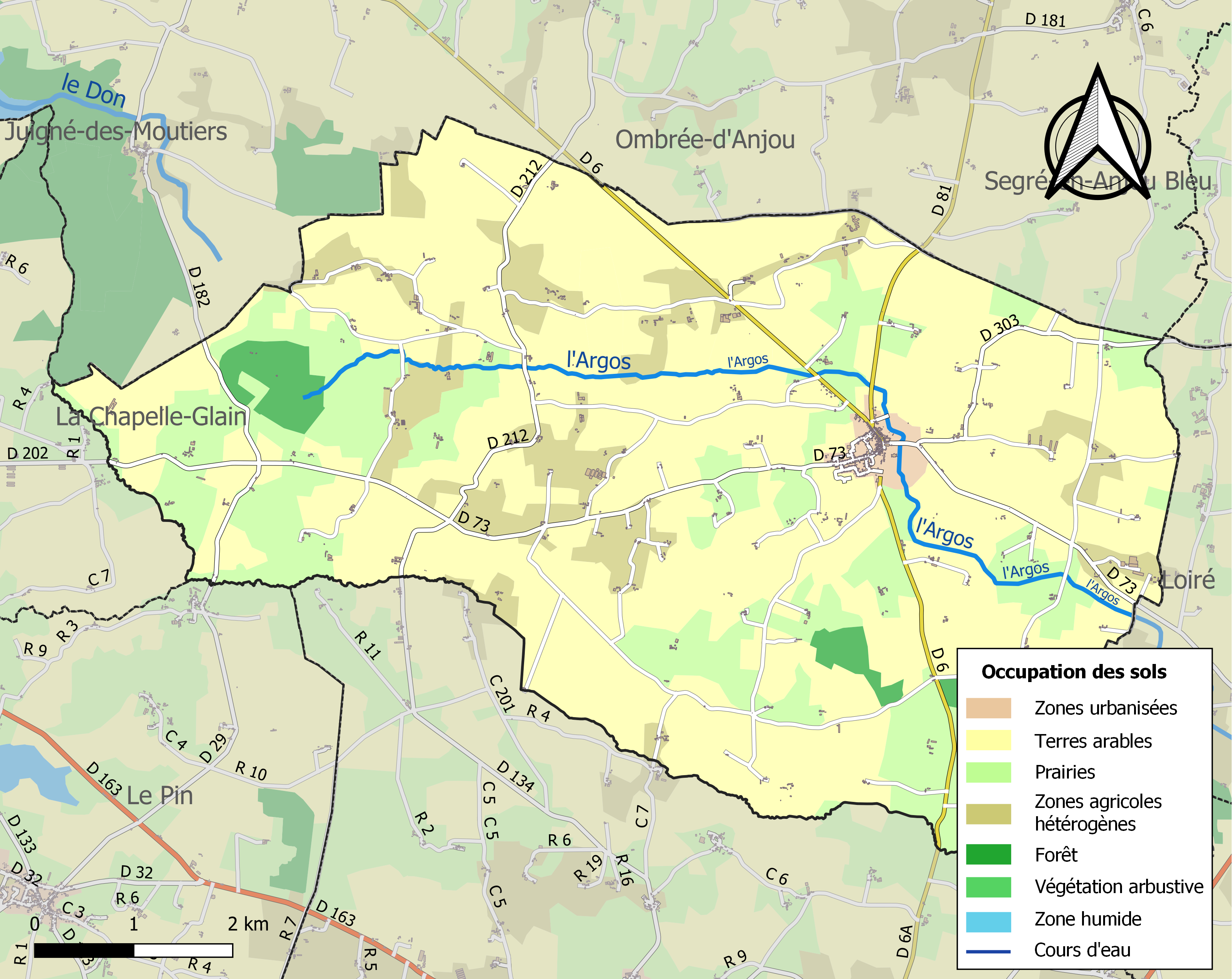
Kaart van de gemeente met de belangrijkste infrastructuur, bodemgebruik en omliggende gemeenten

## Demografie
Onderstaande figuur toont het verloop van het inwonertal.